# شعر کودک و نوجوان در ایران
شعر کودک و نوجوان در ایران که در آغاز دهه شصت از رشد نسبتا خوبی برخوردار بود، در سال های اخیر به ورطه تکرار افتاده است و از شاعران نامدار این شعر دیگر است . این گونه شعری چنان در حیطه‌های زبانی، تخیل و موسیقی منحصر به فرد شده است که به جرات می توان آن را موج پنجم شعر ایران نامید. موج اول تا چهارم عبارتند از: سبک خراسانی، سبک عراقی، سبک هندی و شعر نیمایی. 

## تعریف شعر کودک و نوجوان
- تعریف اول : شعری است که با زبان و تخیل و درک و هیجان کودکان و نوجوانان تناسب داشته باشد. در یک جمله این که قابل فهم برای این گروه‌های سنی باشد. با این تعریف حیطه شعر کودک نسبت به شعر بزرگسال محدودتر می شود.
- تعریف دوم : اما عده ای معتقدند که شعر کودک شعری است که کودکان آن را می فهمند و بزرگسالان نیز از آن لذت می برند . با این تعریف گستره شعر کودک از شعر بزرگسال بیشتر خواهد بود.

## گروه‌های سنی
- الف - خردسال - پیش دبستانی
- ب - کودک - سال اول و دوم دبستان
- ج - کودک - سوم و چهارم و پنجم دبستان
- د - نوجوان - راهنمایی
- ه - جوان - دانشگاه به بالا

## قالب‌های رایج
- چهارپاره
- نیمایی
- مثنوی
- غزل
- رباعی

## دوره‌های سه گانه شعر کودک در ایران
- اولین‌ها (از دهه سی): پیش از انقلاب بذر شعر کودک و نوجوان ایران را کسانی مثل عباس یمینی شریف، جبار باغچه بان و محمود کیانوش پاشیدند . اما تا سال‌ها این حوزه مسکوت ماند. شاید بتوان محمود کیانوش را پدر شعر کودک و نوجوان ایران دانست.
- پیروان (از دهه شصت): بعد از انقلاب ایران کسانی مثل رحماندوست و جعفر ابراهیمی و ... دوباره شعر کودک و نوجوان ایران را زنده کردند.
- کوشندگان (از دهه هفتاد): بعد از این گروه جوانانی پای در عرصه شعر کودک و نوجوان گذاشتند که باعث رشد و شکوفایی این نهال شدند.

## شاعران کودک و نوجوان
- پروین دولت آبادی
- عباس یمینی‌شریف
- محمود کیانوش
- مصطفی رحماندوست
- قیصر امین پور
- جعفر ابراهیمی
- اسدالله شعبانی
- افسانه شعبان نژاد
- بیوک ملکی
- شکوه قاسم‌نیا
- ناصر کشاورز
- مهری ماهوتی
- افشین علا
- علی اصغر سیدآبادی
- آتوسا صالحی
- حمید هنرجو
- بابک نیک طلب
- عرفان نظر آهاری
- یحیی علوی فرد
- سید سعید هاشمی